# Два водных источника
Два во́дных исто́чника (укр. Два водних джерела) — гидрологический памятник природы местного значения, расположенный в исторической местности Феофания на территории Голосеевского района Киевского горсовета (Украина). Создан 15 января 1999 года. Площадь — фактической нет. Землепользователь — садово-парковый комплекс «Феофания».

## История
Гидрологический памятник природы местного значения был создан решением Киевского горсовета № 57 от 15 января 1999 года с целью сохранения, охраны и использования в эстетических, воспитательных, природоохранных, научных и оздоровительных целях гидрологического объекта. На территории памятника природы запрещена любая хозяйственная деятельность, в том числе ведущая к повреждению природных комплексов.

## Описание
Памятник природы представлен двумя источниками: Святого Николая и Святого Михаила. Они расположены на территории парка-памятника садово-паркового искусства «Феофания» восточнее пруда № 2 группы Палладинские пруды, что на ручье Палладинский, впадающем в ручей Вита, бассейн Днепра.

## Природа
Источники расположены на склонах, укрытых лесом. Являются выходом на поверхность водоносного горизонта, который имеет падение в направлении Феофаниевской впадины. История источников связана с историей местности Феофания.